# Frota do Trem Metropolitano de São Paulo

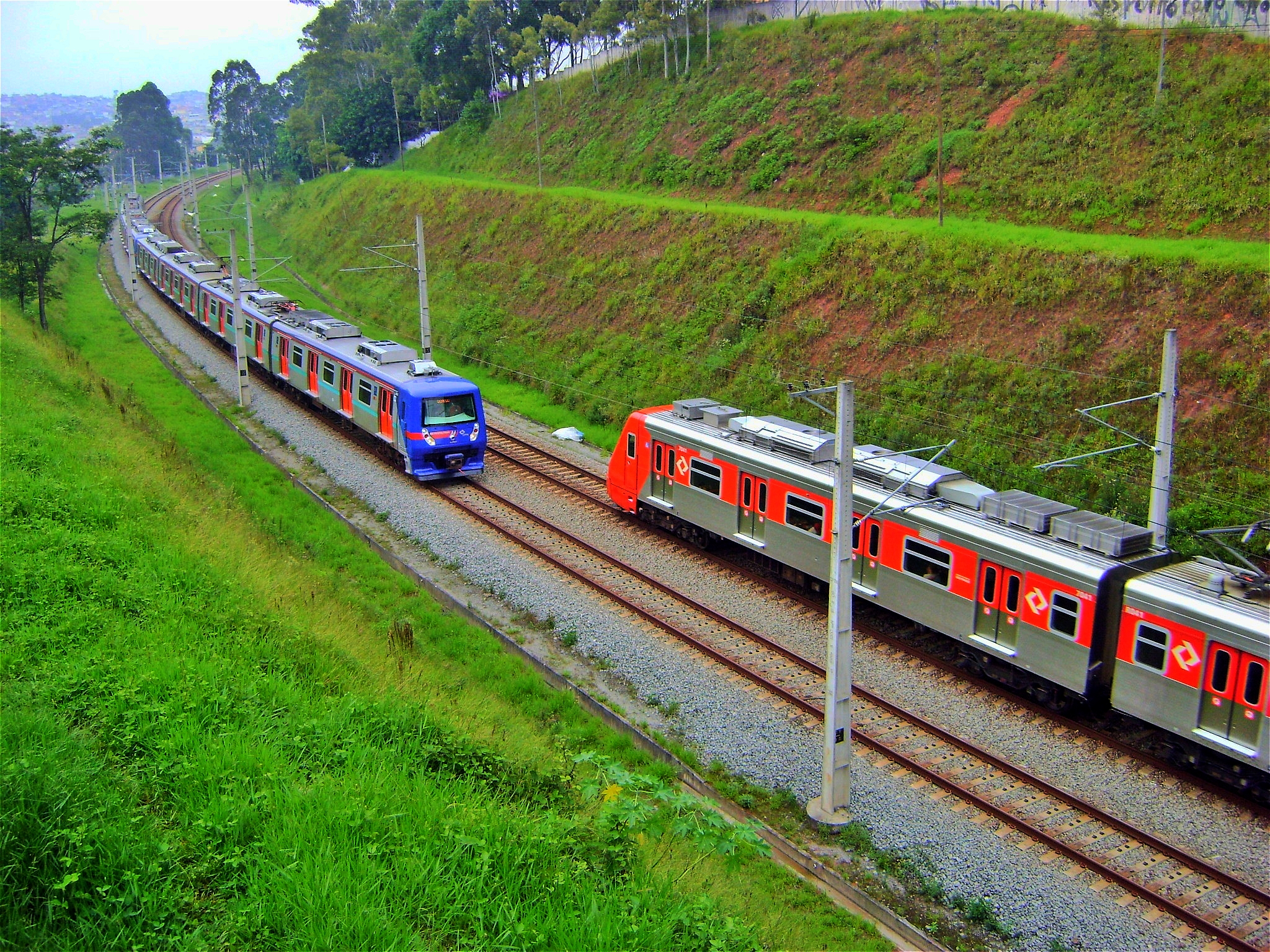
Cruzamento de diferentes séries de trem unidade elétrico, que compõe a frota da CPTM

A frota operacional do Trem Metropolitano de São Paulo é composta por 13 séries de trens fabricadas entre os anos de 1997 e 2020, sendo a maior do país, dividida entre a Companhia Paulista de Trens Metropolitanos (CPTM) e a ViaMobilidade Linhas 8 e 9. Desde 2007, o sistema passou por um profundo processo de modernização que se estende até os dias de hoje, visando retirar de circulação todas as frotas antigas, instalar sistemas de sinalização de ponta como o CBTC e oferecer frotas novas com o que há de mais moderno em tecnologia ferroviária, capazes de rodar em qualquer linha conforme a necessidade, aumentando a quantidade de trens e diminuindo intervalos de forma similar a praticada hoje pelo Metrô de São Paulo.
As frotas operadas pela CPTM são identificadas por números de série (ex: 95XX para os trens da série 9500), e a partir de 2008, sua pintura e comunicação visual passou a ser na cor vermelha, na medida em que passaram pelo processo de revisão geral que ocorre de acordo com a quilometragem da composição. Já as frotas da ViaMobilidade são identificadas através de letras (ex: AXXX para os trens da série 8900), e sua comunicação visual é na cor verde esmeralda, sendo que os trens que foram repassados pela CPTM possuem também detalhes na cor verde escura. Os trens mais antigos do sistema já passaram por diversas modificações visuais internas e externas, além de pequenas, médias e grandes reformas gerais ao longo do tempo.

## Evolução da frota
| Quilometragem média entre falhas (MKBF) Níveis 1-2 |
|                                                    |
| Fontes: CPTM                                       |

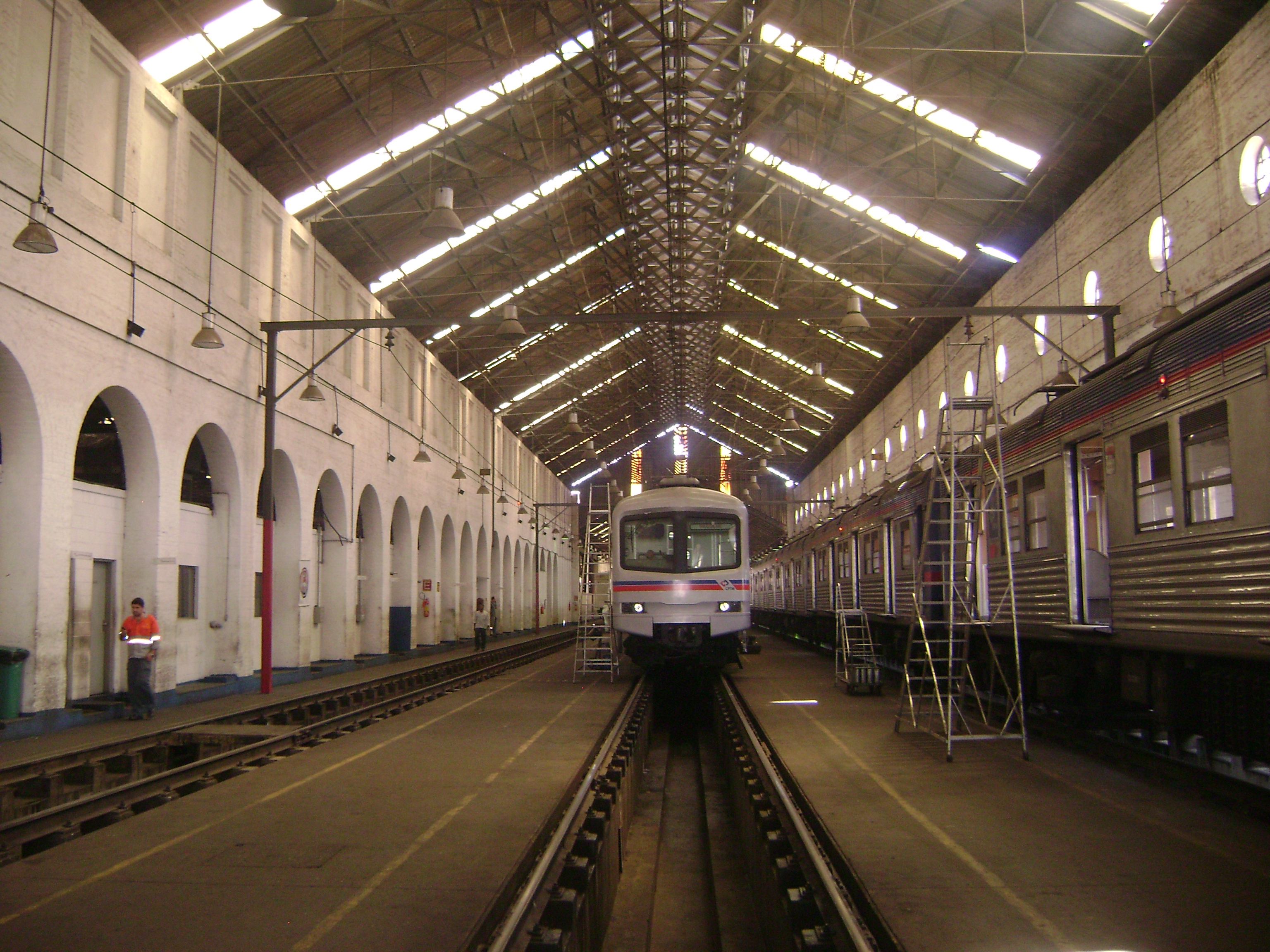
Trem da Série 1100 no interior da oficina da Lapa, construída no final do Século XIX.

A CPTM assumiu as linhas da CBTU em 1994 e da Fepasa em 1996. Ao longo dos anos a frota sofreu reduções por obsolescência e necessitou de novas aquisições. Segundo o plano divulgado pela CPTM em 2012, para cumprir intervalos de 4 minutos nos horários de pico em todas as linhas, a frota total necessária seria de 284 TUEs em 2020.
A Quilometragem média entre falhas (MKBF) variou ao longo dos últimos anos por conta da aquisição de novas frotas e aposentadoria de outras mais antigas. Outro fator que causou impacto nesse índice foi a terceirização da manutenção de parte da frota.
| Ano  | Frota total | Frota operacional | Observações                                                                       |
| ---- | ----------- | ----------------- | --------------------------------------------------------------------------------- |
| 1977 | N/D         | 144               | Sendo 26 da Fepasa e 118 da RFFSA                                                 |
| 1983 | 300         | N/D               | Sendo 140 da Fepasa e 160 da RFFSA                                                |
| 1992 | N/D         | 227               | Sendo 106 da Fepasa (bitola larga) e 121 da CBTU (apenas operacionais)            |
| 1994 | 179         | 111               | Transferência da rede de trens da CBTU para a CPTM                                |
| 1996 | 293         | 191               | Transferência da rede de trens da Fepasa para a CPTM Ver Tumultos na CPTM em 1996 |
| 1997 | N/D         | 84                | Reforma da Série 1100                                                             |
| 1998 | 322         | 228               | Incluindo a frota do Trem Intra Metropolitano/ Aquisição da Série 2100            |
| 2007 | N/D         | 112               |                                                                                   |
| 2010 | 298         | 219               | [ 17 ]                                                                            |
| 2011 | 174         | 174               |                                                                                   |
| 2012 | 177         | 177               | [ 18 ]                                                                            |
| 2013 | 188         | 188               |                                                                                   |
| 2015 | 196         | 196               |                                                                                   |
| 2016 | 193         | 193               | [ 19 ]                                                                            |
| 2017 | 184         | 184               | [ 20 ]                                                                            |
| 2018 | 213         | 213               | [ 21 ]                                                                            |
| 2019 | 190         | 190               | [ 22 ]                                                                            |
| 2020 | 197         | 197               |                                                                                   |
| 2021 | 202         | 202               |                                                                                   |
| 2022 | 204         | 204               | Sendo 141 da CPTM e 63 da ViaMobilidade                                           |
| 2024 | 190         | ??                | Sendo 127 da CPTM e 63 da ViaMobilidade                                           |

Nota: Conforme a metodologia adotada pela CPTM em 2011, não há mais contabilização da frota inativa, sendo a frota total referente à frota ativa da operadora.

## Frota atual
| Série | Máscara | Linhas em operação   | Linhas anteriores                      | Ano / Adquirente inicial  | Fabricante                           | Trens / Carros | Trens / Carros | Notas |
| Série | Máscara | Linhas em operação   | Linhas anteriores                      | Ano / Adquirente inicial  | Fabricante                           | Patrimonial    | Operacional    | Notas |
| ----- | ------- | -------------------- | -------------------------------------- | ------------------------- | ------------------------------------ | -------------- | -------------- | --- |
| 2070  |         | Safira               | Diamante Esmeralda                     | 2007 / 2008 CPTM          | → Alstom → Bombardier → CAF          | 6/48           | 6/48           | |
| 2500  |         | Jade                 | —                                      | 2019 / 2020 CPTM          | → CRRC                               | 8/64           | 8/64           | As composições são equipadas com bagageiros para acomodar as malas dos passageiros usuários do terminal aéreo. |
| 3000  |         | Imobilizado          | Rubi Diamante Esmeralda Turquesa       | 1999 / 2000 CPTM          | → Siemens → Mitsui → SGP             | 5/40           | 0/0            | Todas as composições desta série seguem inoperantes. |
| 5400  |         | Imobilizado          | Diamante Esmeralda                     | 1978 Fepasa               | → Francorail → CCTU → MTE → Cobrasma | 6/24           | 0/0            | Retirados de circulação em novembro de 2012, mas ainda fazem parte do patrimônio da CPTM, com a exceção de 6 unidades de 4 carros cada, que foram reformadas e voltaram a operar na extensão da Linha 8 desde abril de 2014 como Série 5400. |
| 7000  |         | Diamante Safira      | Rubi Esmeralda Turquesa Coral          | 2009 / 2011 CPTM          | → CAF                                | 38/304         | 38/304         | |
| 7500  |         | Safira               | Rubi Diamante Esmeralda Turquesa Coral | 2010 / 2011 CPTM          | → CAF                                | 8/64           | 8/64           | |
| 8000  |         | Coral                | Diamante Esmeralda                     | 2011 / 2013 CPTM          | → CAF                                | 36/288         | 36/288         | |
| 8500  |         | Rubi Turquesa Safira | Diamante Esmeralda Coral               | 2015 / 2017 CPTM          | → CAF                                | 35/280         | 35/280         | |
| 8900  |         | Diamante Esmeralda   | —                                      | 2023 / 2024 ViaMobilidade | → Alstom                             | 36/288         | 35/280         | Até o momento foram entregues 36 composições. |
| 9000  |         | Safira               | Coral Jade                             | 2012 CPTM                 | → Alstom                             | 9/72           | 9/72           | |
| 9500  |         | Rubi Turquesa        | Jade                                   | 2017 / 2019 CPTM          | → Rotem                              | 30/240         | 30/240         | |
| TOTAL | TOTAL   | TOTAL                | TOTAL                                  | TOTAL                     | TOTAL                                | 223 trens      |                | |

## Frota de locomotivas diesel-elétricas
Abaixo está a frota das locomotivas usadas nas manobras, manutenções das vias e Expresso Turístico:
| Modelo      | Potência     | Bitola (m) | Fabricante    | Origem            | Ano de fabricação | Adquirente inicial | Frota ativa | Frota inativa | Frota total | Observação                                  |
| ----------- | ------------ | ---------- | ------------- | ----------------- | ----------------- | ------------------ | ----------- | ------------- | ----------- | ------------------------------------------- |
| ALCO RS3    | 1600/1800 hp | 1,60       | ALCO          | Estados Unidos    | 1952              | EFCB               | 8           | 0             | 8           | 4 unidades de 1600 hp 4 unidades de 1800 hp |
| Budd RDC    | 500 hp       | 1,60       | Budd          | Estados Unidos    | 1958              | RFFSA              | 1           | 0             | 1           |                                             |
| GE U6B      | 640 hp       | 1,60       | GE            | Brasil            | 1967              | EFCB/EFSJ          | 1           | 0             | 1           |                                             |
| LEW DE I PA | 960 hp       | 1,60       | LEW           | Alemanha Oriental | 1967              | CPEF               | 0           | 0             | 0           | Todas baixadas                              |
| LEW DE II S | 960 hp       | 1,00       | LEW           | Alemanha Oriental | 1967              | EFS                | 0           | 0             | 0           | Todas baixadas                              |
| GE U20C     | 2000 hp      | 1,60       | GE            | Brasil            | 1980              | RFFSA              | 2           | 0             | 2           |                                             |
| PR22L       | 2200 hp      | 1,60       | Progress Rail | Brasil            | 2021              | CPTM               | 2           | 0             | 2           |                                             |
| EMD G8      | 900 hp       | 1,60       | GM/EMD        | Estados Unidos    | 1960              | RFFSA              | 1           | 0             | 1           | Frota da ViaMobilidade                      |
| EMD G12     | 1425 hp      | 1,60       | GM/EMD        | Estados Unidos    | 1960              | RFFSA              | 1           | 0             | 1           | Frota da ViaMobilidade                      |
| TOTAL       | TOTAL        | TOTAL      | TOTAL         | TOTAL             | TOTAL             | TOTAL              | 16          | 0             | 16          |                                             |

Destas, duas foram adquiridas pela ViaMobilidade para suas atividades de manutenção, provenientes da Ferrovia Tereza Cristina.
1. 1 2  A data exata não está disponível.

## Frotas baixadas
| Série | Máscara | Última linha em operação | Linhas anteriores            | Ano / Adquirente inicial | Fabricante                             | Trens / Carros | Notas |
| ----- | ------- | ------------------------ | ---------------------------- | ------------------------ | -------------------------------------- | -------------- | --- |
| 101   |         | Noroeste Sudeste         | Noroeste Sudeste             | 1956 / 1957 EFSJ         | → Budd → Mafersa                       | 11/66          | Fora de serviço desde 1995. Modernizado e operado como Série 1100. |
| 141   |         | Sudeste                  | Noroeste                     | 1969 EFSJ                | → Mafersa → GE                         | 1/2            | Baixado em 2000. |
| 1100  |         | Rubi                     | Turquesa                     | 1956 / 1957 EFSJ         | → Budd → Mafersa                       | 9/54           | Fora de serviço desde 26 de maio de 2018. |
| 1400  |         | Safira                   | Rubi(Ext.Op.) Coral(Ext.Op.) | 1976 / 1977 RFFSA        | → Budd → Mafersa                       | 0/0            | Fora de serviço desde 2017. |
| 1600  |         | Rubi(Ext.Op.)            | Coral(Ext.Op.) Safira        | 1978 RFFSA               | → Budd → Mafersa                       | 0/0            | Fora de serviço desde 2017. |
| 1700  |         | Rubi                     | Turquesa                     | 1987 CBTU                | → Mafersa → Hitachi                    | 10/84          | Em maio de 2019 duas unidades foram baixadas. Fora de serviço desde junho de 2019. |
| 2000  |         | Safira                   | Coral                        | 1998 / 1999 CPTM         | → CAF → ADTranz → Alstom               | 30/120         | Operou pela última vez com passageiros no dia 10 de dezembro de 2024. |
| 2100  |         | Turquesa                 | Esmeralda Coral              | 1974 / 1977 Renfe        | → CAF                                  | 18/108         | Fora de serviço desde 18 de janeiro de 2024. |
| 400   |         | Coral Safira             | Coral Safira                 | 1965 EFCB                | → Cobrasma → FNV → Santa Matilde → GE  | 0/0            | Operou pela última vez com passageiros no final dos anos 1990. Reformado e transformado no Trem Série 4400. As últimas unidades foram reformadas em 2004.                                                                                    |
| 4400  |         | Coral(Ext.Op.)           | Safira                       | 1965 EFCB                | → Cobrasma → FNV → Santa Matilde → GE  | 4/24           | Operou pela última vez com passageiros em 31 de dezembro de 2018. |
| 4800  |         | Diamante(Ext.Op.)        | Diamante Esmeralda           | 1957 / 1958 EFS          | → Toshiba → Kawasaki → Nippon          | 3/9            | Retirados de circulação em 2010, ainda fazem parte do patrimônio da CPTM. |
| 5000  |         | Diamante                 | Esmeralda                    | 1978 Fepasa              | → Francorail → CCTU → MTE → Cobrasma   | 6/24           | Retirados de circulação em novembro de 2012, mas ainda fazem parte do patrimônio da CPTM, com a exceção de 6 unidades de 4 carros cada, que foram reformadas e voltaram a operar na extensão da Linha 8 desde abril de 2014 como Série 5400. |
| 5500  |         | Safira                   | Diamante Esmeralda Coral     | 1978 / 1979 Fepasa       | → Sorefame → ACEC → Mafersa → Villares | 0/0            | Retirados de circulação em 2012, mas ainda fazem parte do patrimônio da CPTM. |
| 5550  |         | Safira                   | Coral(Ext.Op.)               | 2007 / 2008 CPTM         | → Tejofran → Bombardier                | 0/0            | Modernização da série 5500. Retirados de serviço em 2016, mas ainda pertencem a frota da CPTM. |
| 5900  |         | TIM                      | TIM                          | 1957 / 1958 EFS          | → Toshiba → Kawasaki → Nippon          | 0/0            | Retirados de circulação em 1999 e sucateados no pátio Santa Terezinha. |

### Estrada de Ferro Sorocabana
| Modelo     | Imagem | Fabricante                                  | Tração            | Origem         | Bitola  | Rodagem | Ano de fabricação | Trens / Carros | Destino                                                         |
| ---------- | ------ | ------------------------------------------- | ----------------- | -------------- | ------- | ------- | ----------------- | -------------- | --------------------------------------------------------------- |
| GE-Pullman |        | GE Pullman Company                          | Elétrica (592 hp) | Estados Unidos | Métrica | R+M+R   | 1944              | 4/12           | Retiradas na década de 1970.                                    |
| Toshiba    |        | Kawasaki Toshiba Kinki Sharyo Nippon Sharyo | Elétrica (860 hp) | Japão          | Métrica | R+M+R   | 1957/1958         | 30/90          | Retirados de serviço em 1985. Reformados como séries 4800/5900. |

### Estrada de Ferro Santos-Jundiaí
| Modelo | Imagem | Fabricante                         | Tração            | Origem         | Bitola | Rodagem | Ano de fabricação | Trens / Carros | Destino                       |
| ------ | ------ | ---------------------------------- | ----------------- | -------------- | ------ | ------- | ----------------- | -------------- | ----------------------------- |
| 101    |        | Budd Company GE Mafersa (montagem) | Elétrica (592 hp) | Estados Unidos | Larga  | M+R+R   | 1957              | 30/90          | Retirados de serviço em 1995. |

| Modelo  | Imagem | Fabricante       | Tração            | Origem      | Bitola | Rodagem | Ano de fabricação | Trens / Carros | Destino                           |
| ------- | ------ | ---------------- | ----------------- | ----------- | ------ | ------- | ----------------- | -------------- | --------------------------------- |
| Gualixo |        | English Electric | Elétrica (800 hp) | Reino Unido | Larga  | R+M+R   | 1951              | 3/3            | Retirados de serviço nos anos 80. |

### Estrada de Ferro Central do Brasil
| Modelo | Imagem | Fabricante                    | Tração            | Origem                | Bitola | Rodagem | Ano de fabricação     | Trens / Carros | Destino                       |
| ------ | ------ | ----------------------------- | ----------------- | --------------------- | ------ | ------- | --------------------- | -------------- | ----------------------------- |
| 100    |        | Metropolitan-Vickers          | Elétrica (592 hp) | Reino Unido           | Larga  | R+M+R   | 1937 1958 (São Paulo) | —              | Retirados de serviço em 1977. |
| 400    |        | Cobrasma FNV Santa Matilde GE | Elétrica (592 hp) | Brasil Estados Unidos | Larga  | R+M+R   | 1965 1967 (São Paulo) | —              | Retirados de serviço em 1995. |

## Interior das composições

### Em serviço

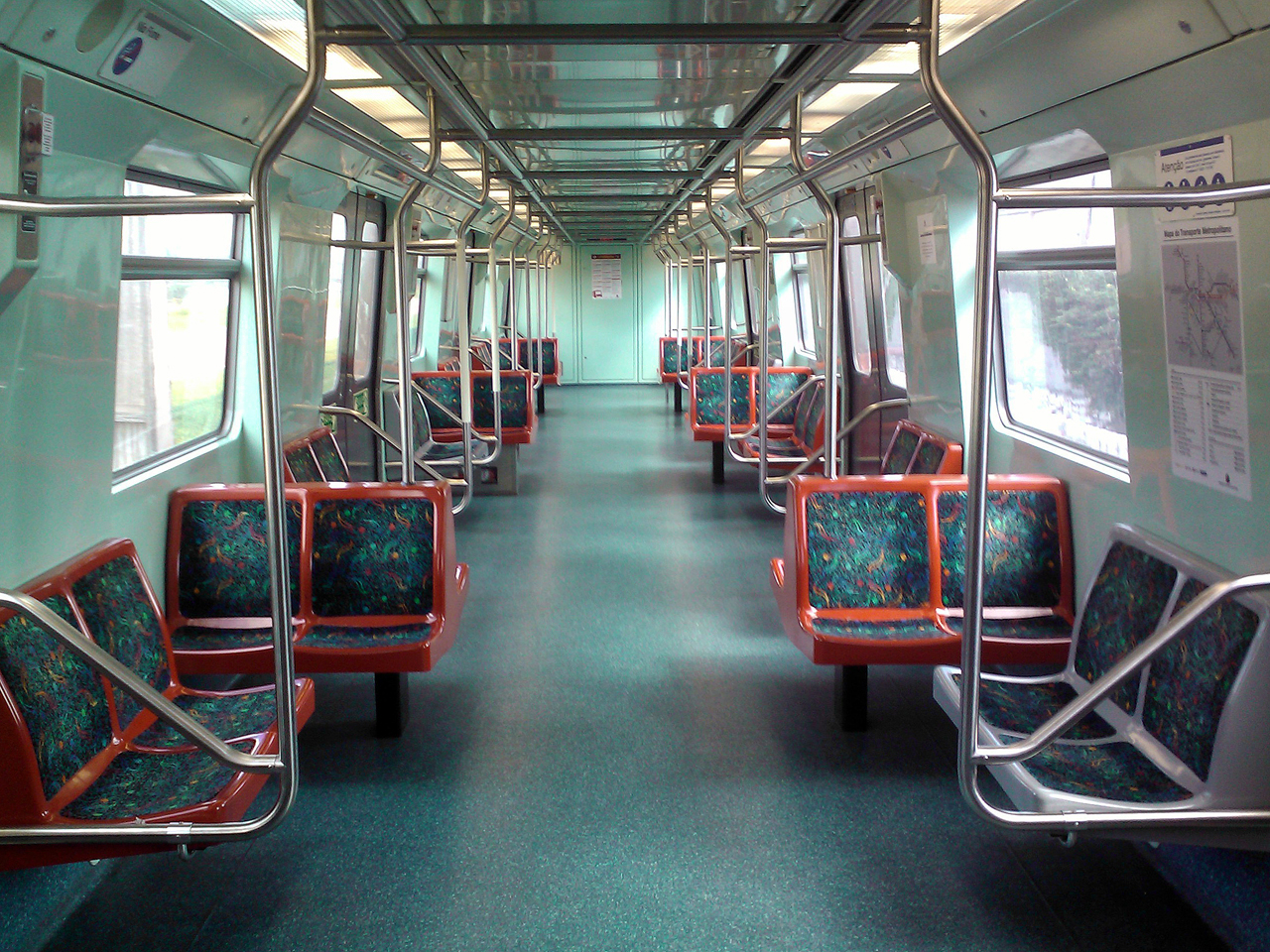
Série 2070
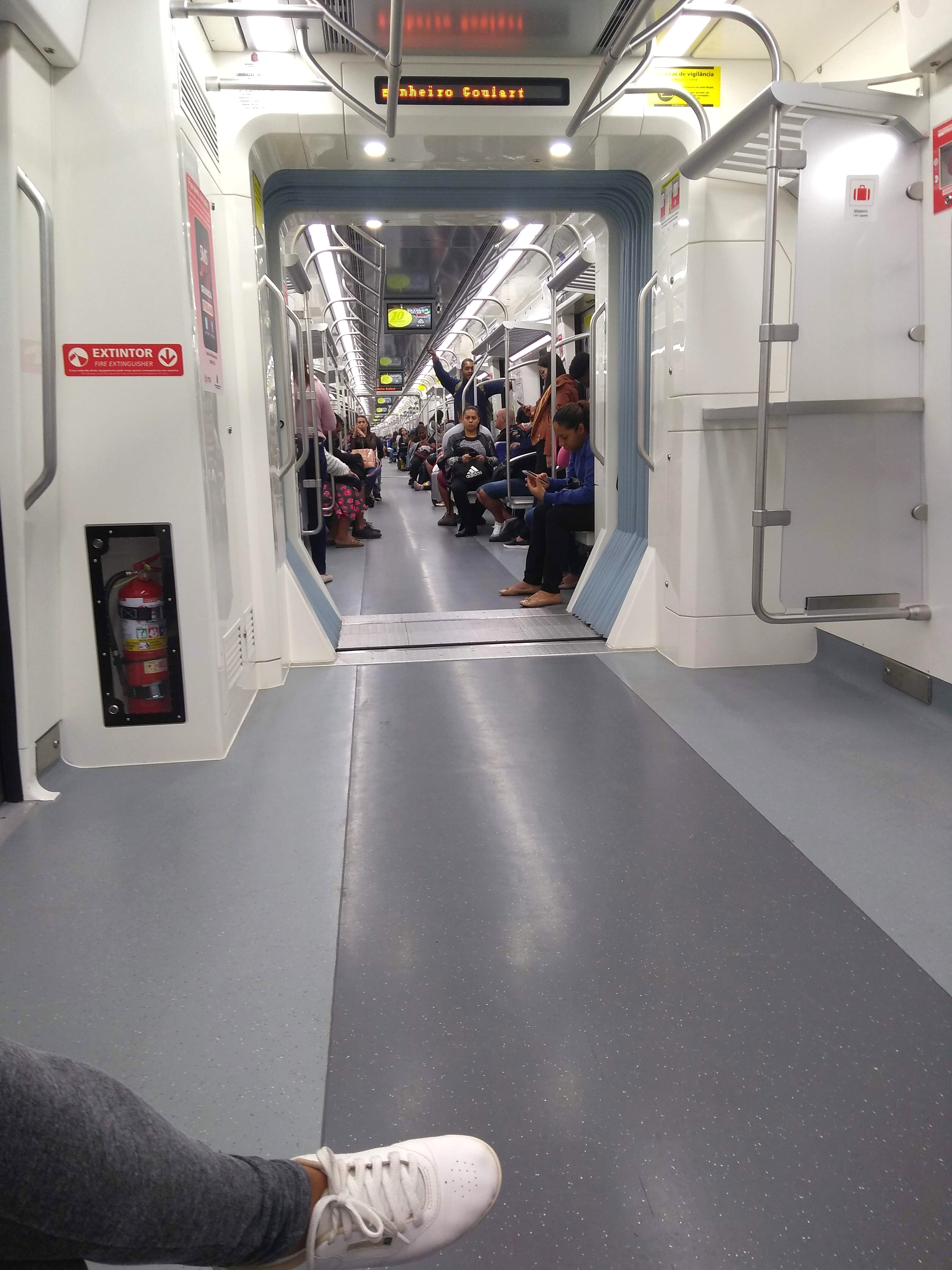
Série 2500
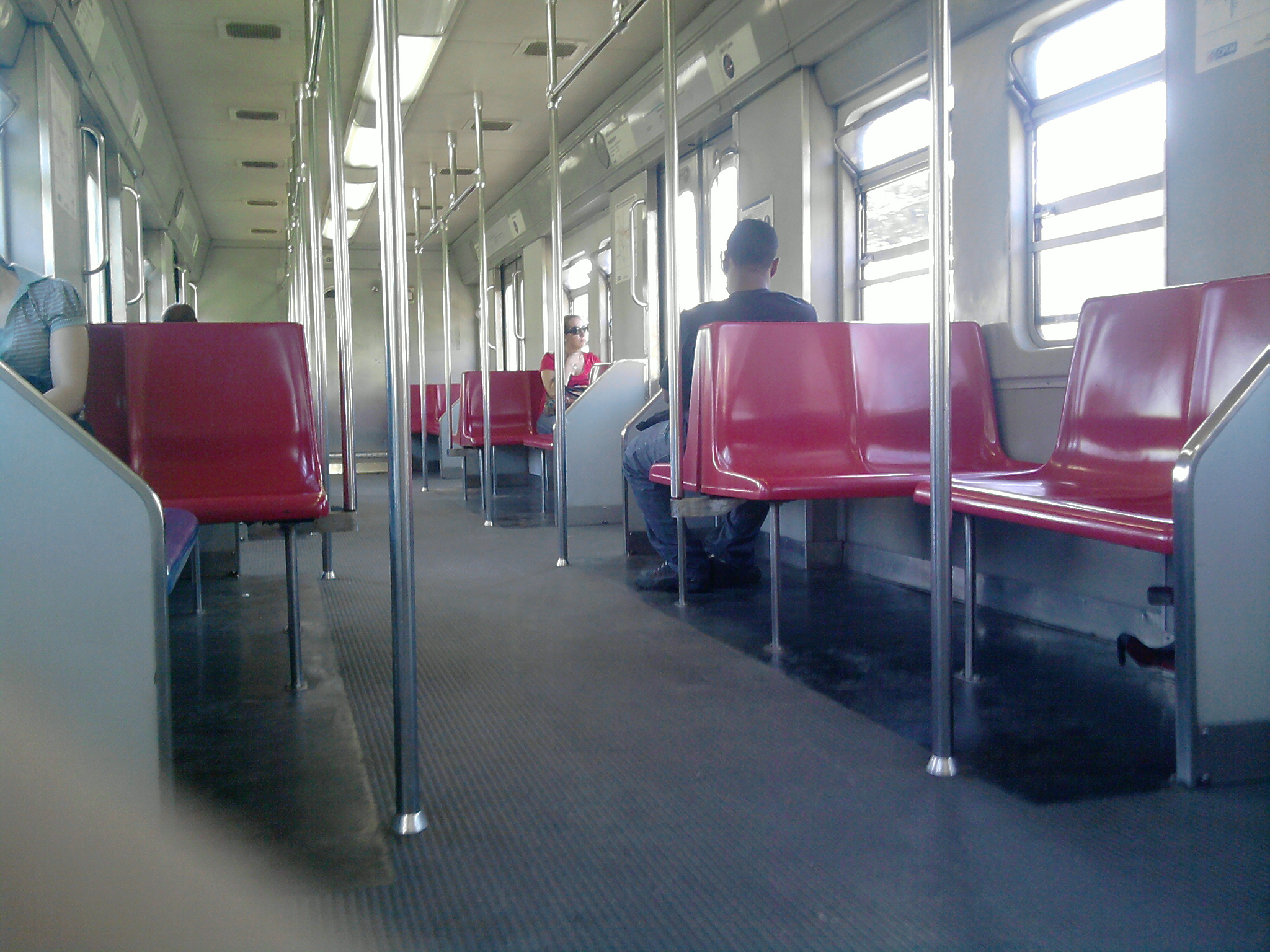
Série 5400 (imobilizada)
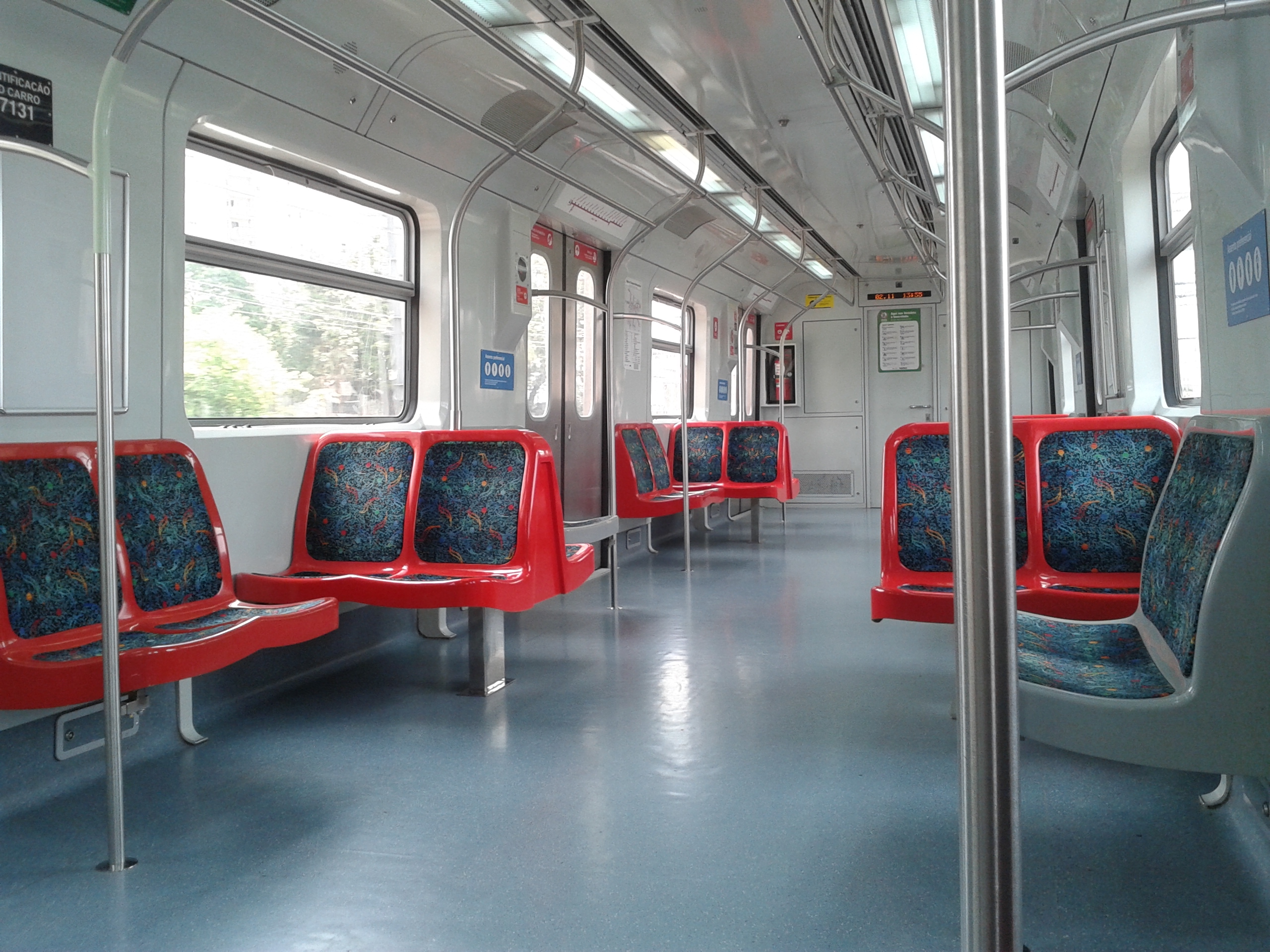
Série 7000
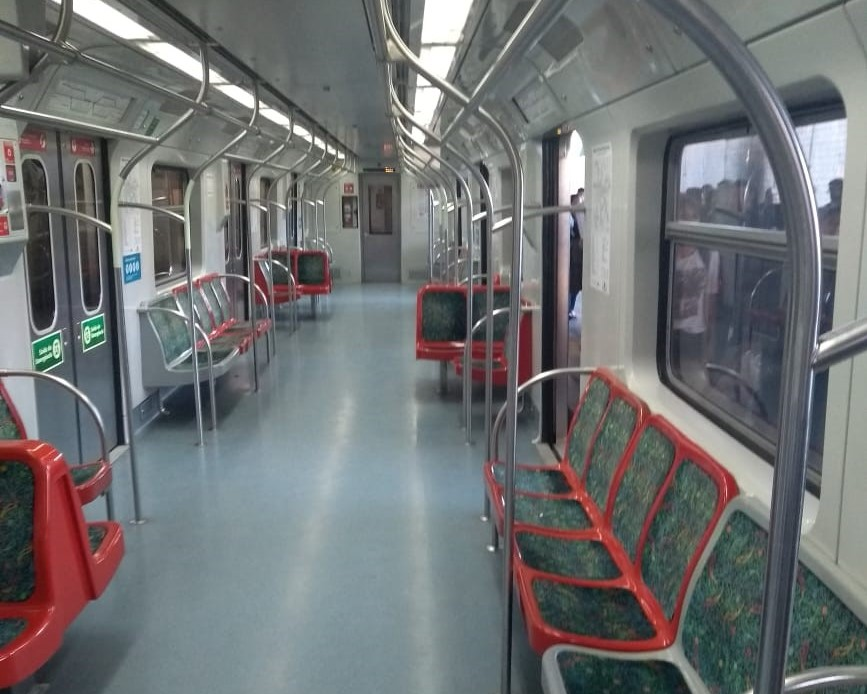
Série 7500
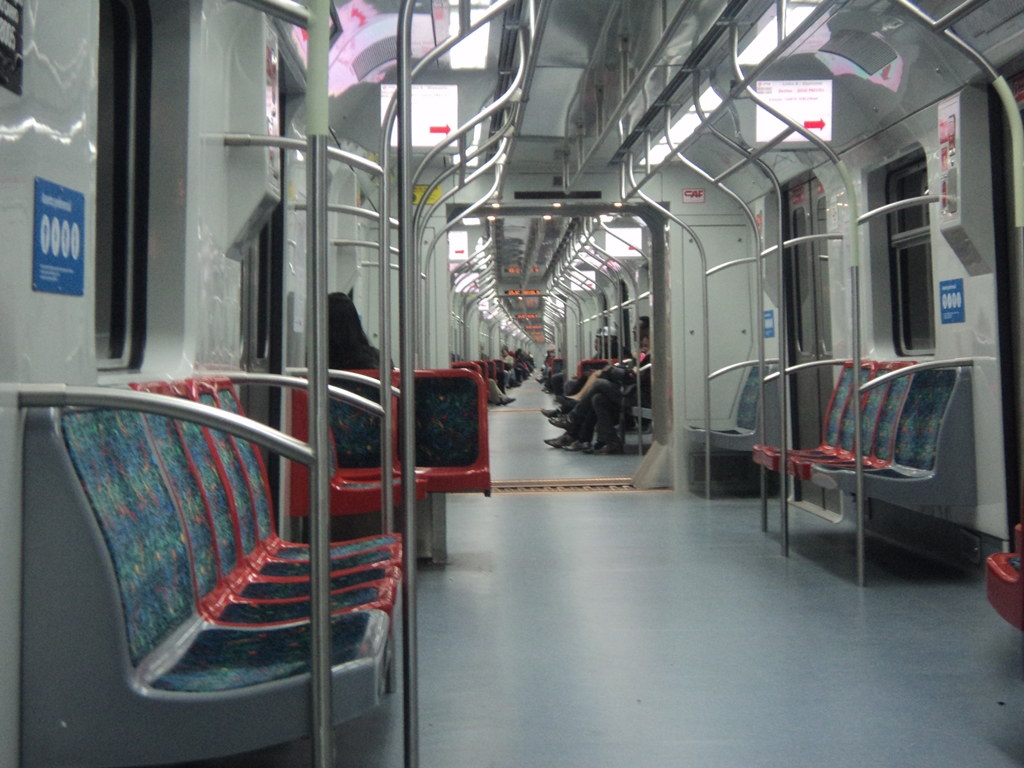
Série 8000
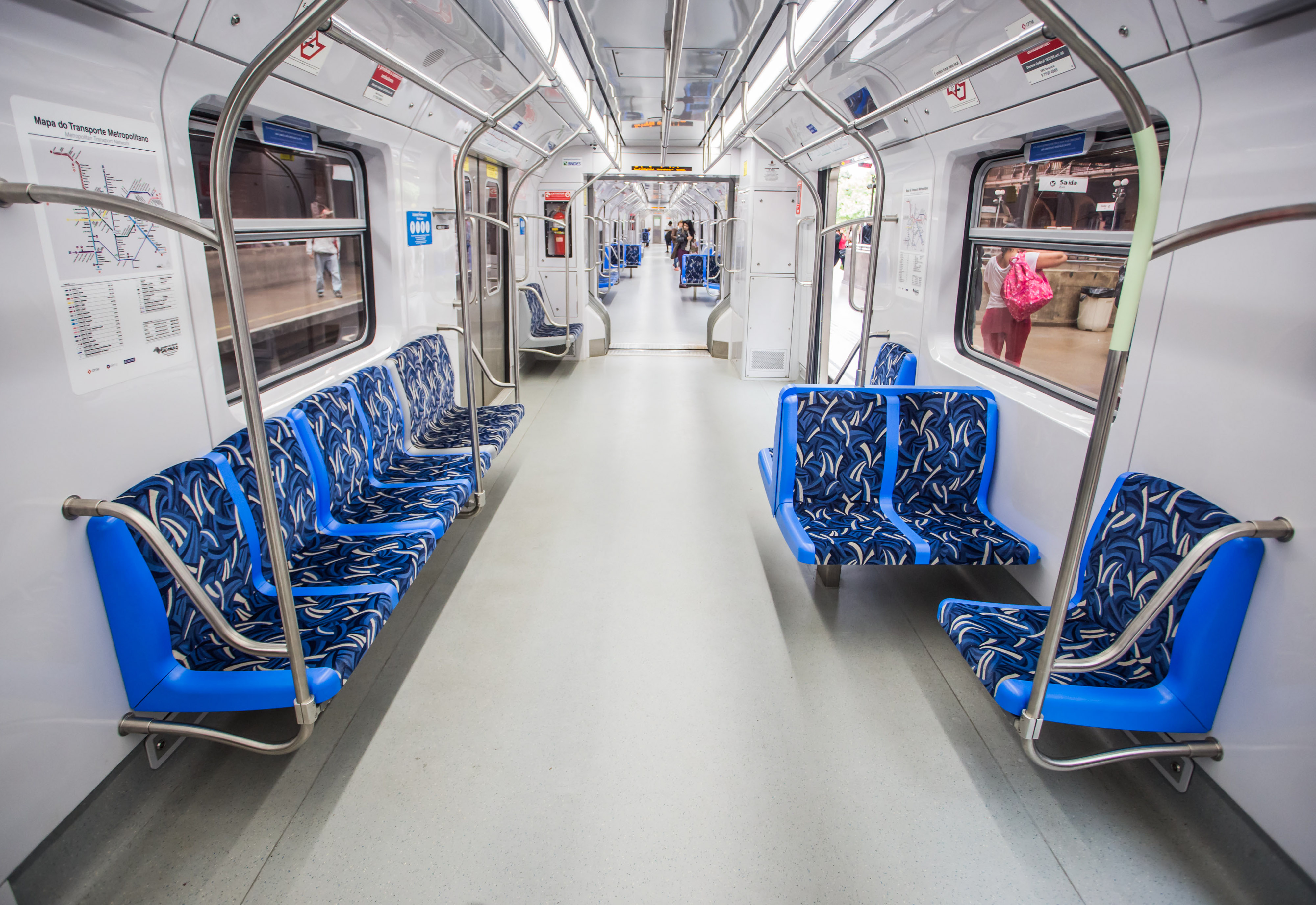
Série 8500
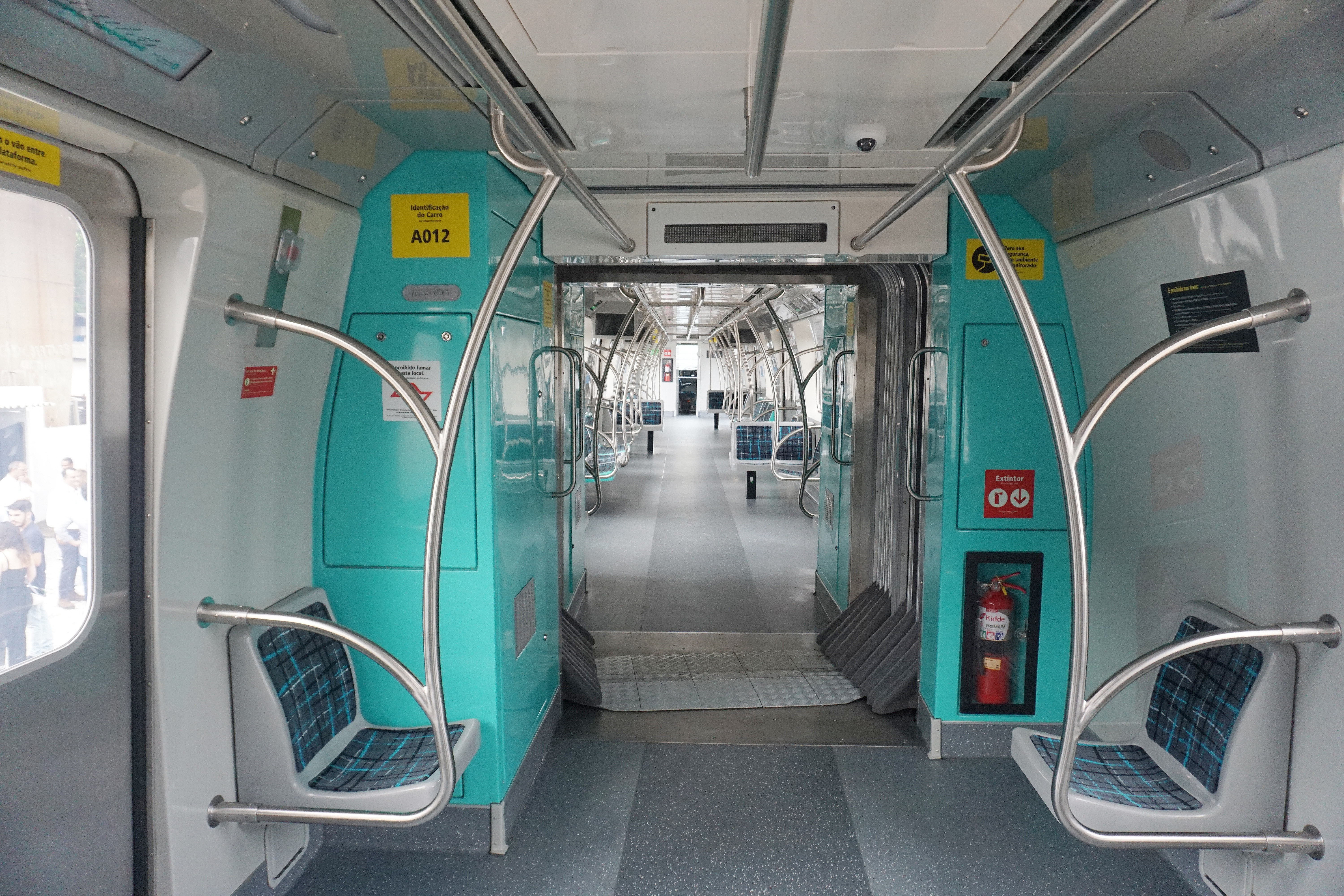
Série 8900
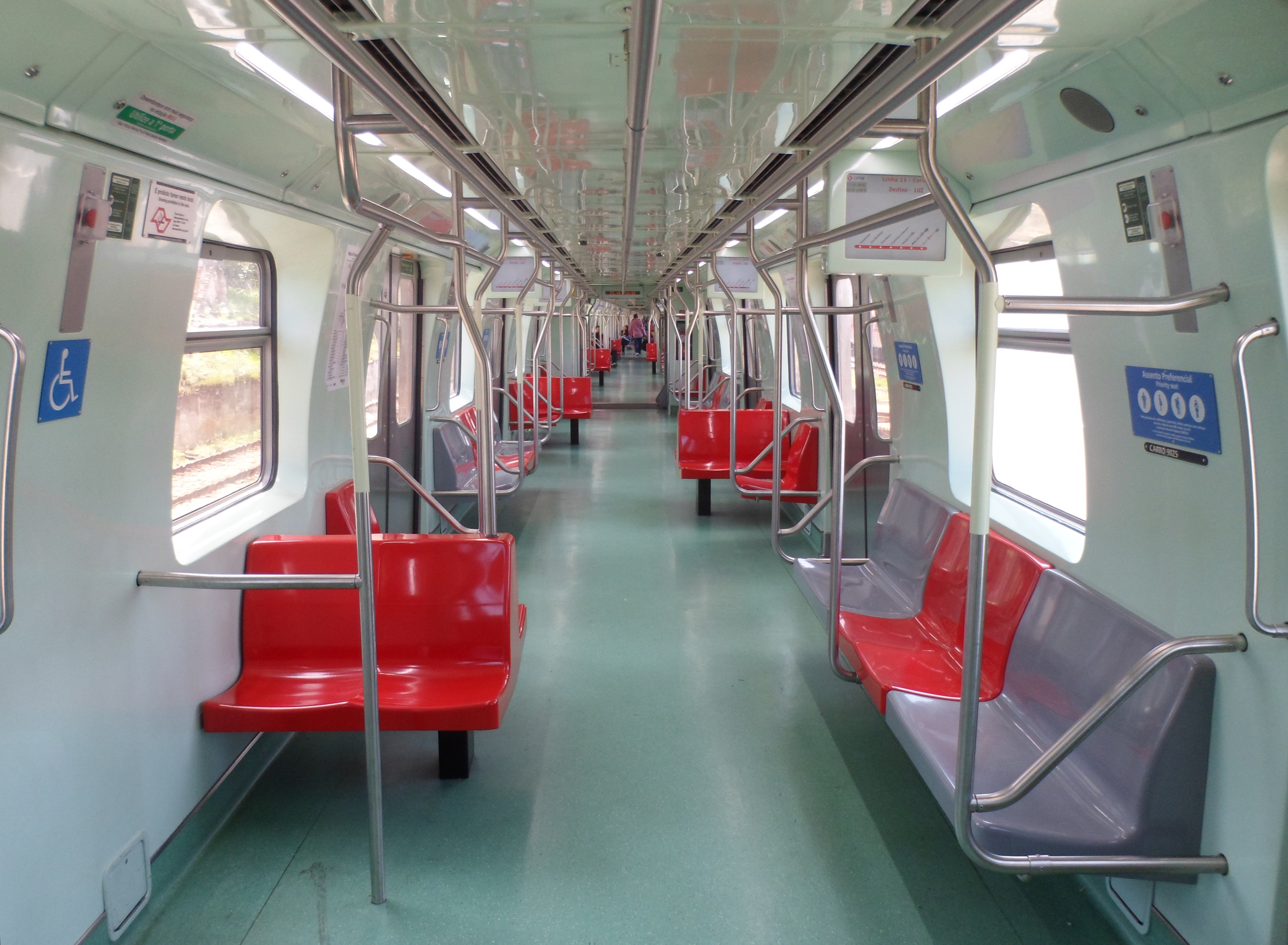
Série 9000
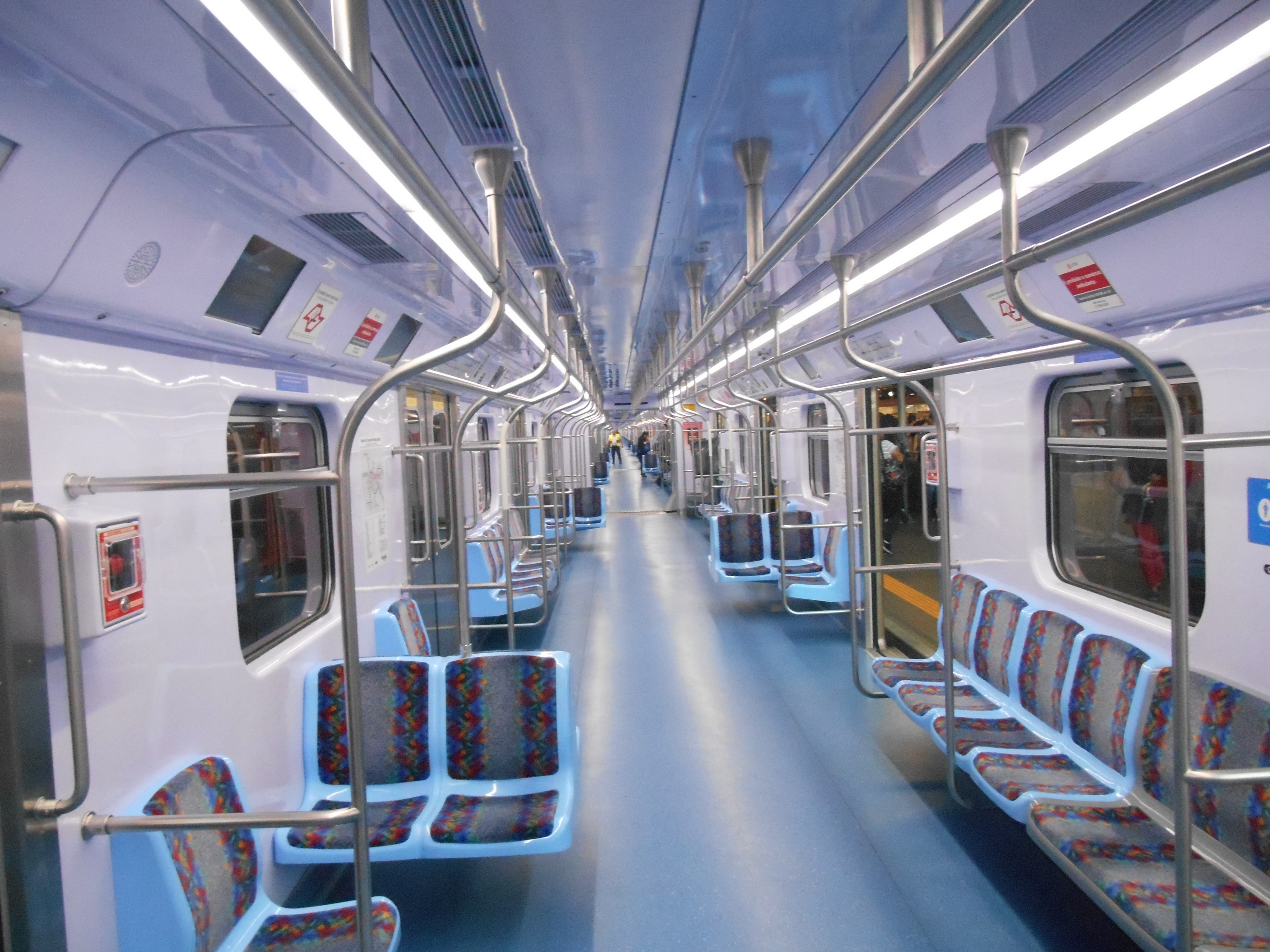
Série 9500

### Aposentadas

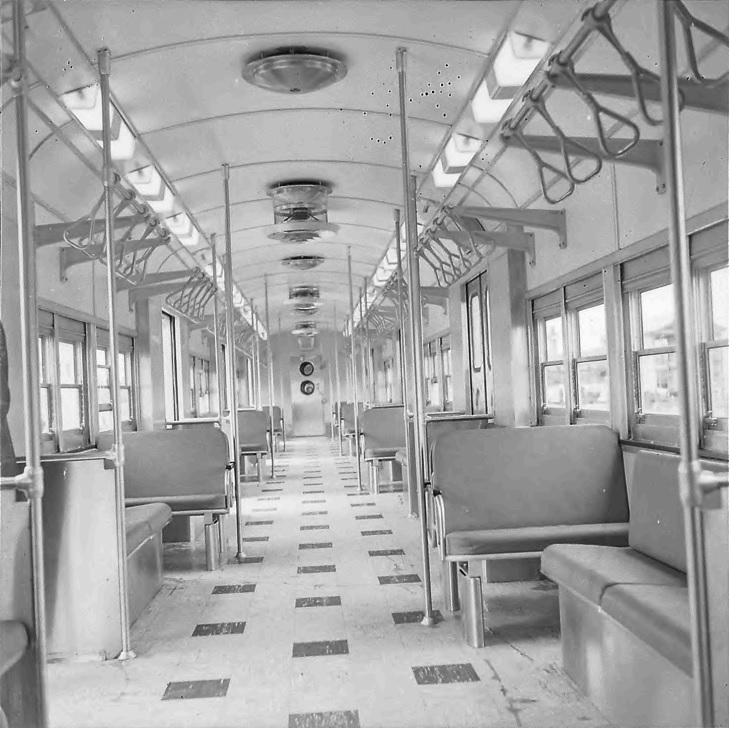
Série 101 - Projetado em 1956
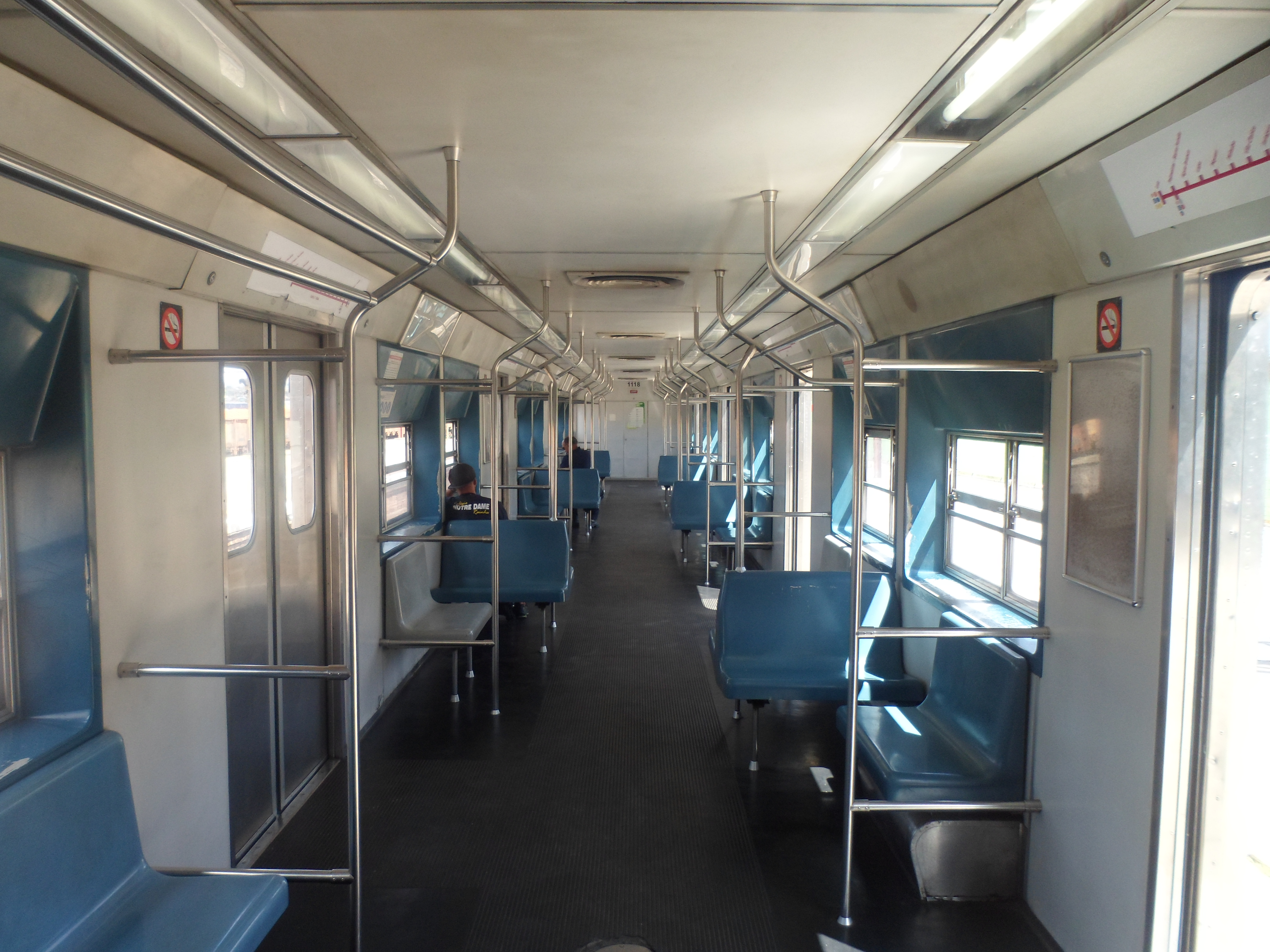
Série 1100 - Projetado em 1997 (reforma)
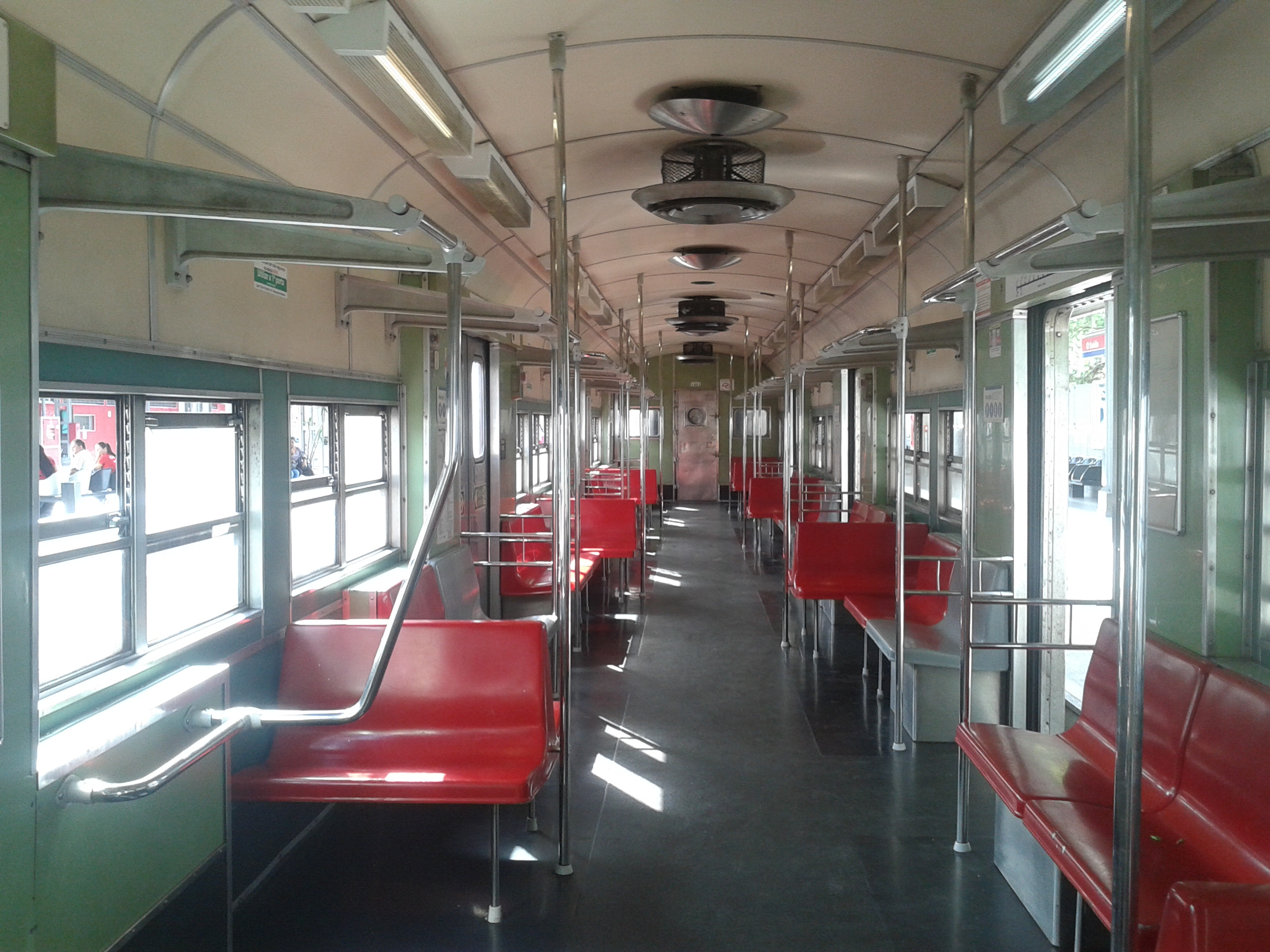
Série 1400/1600, projetado em 1975
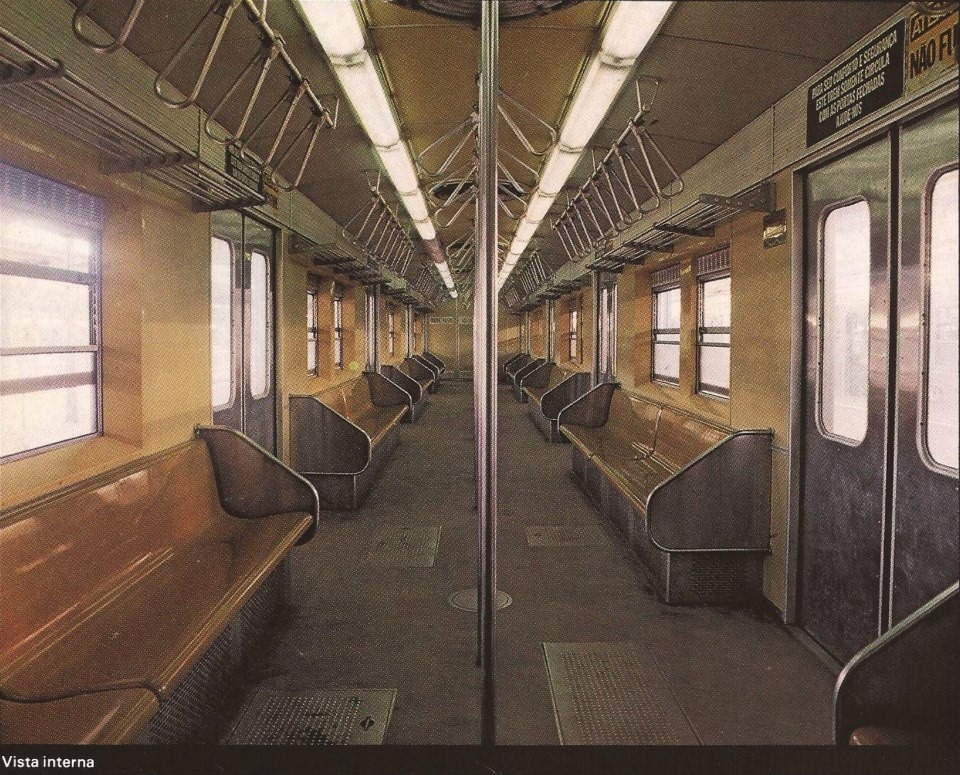
Série 1700, projetado em 1978
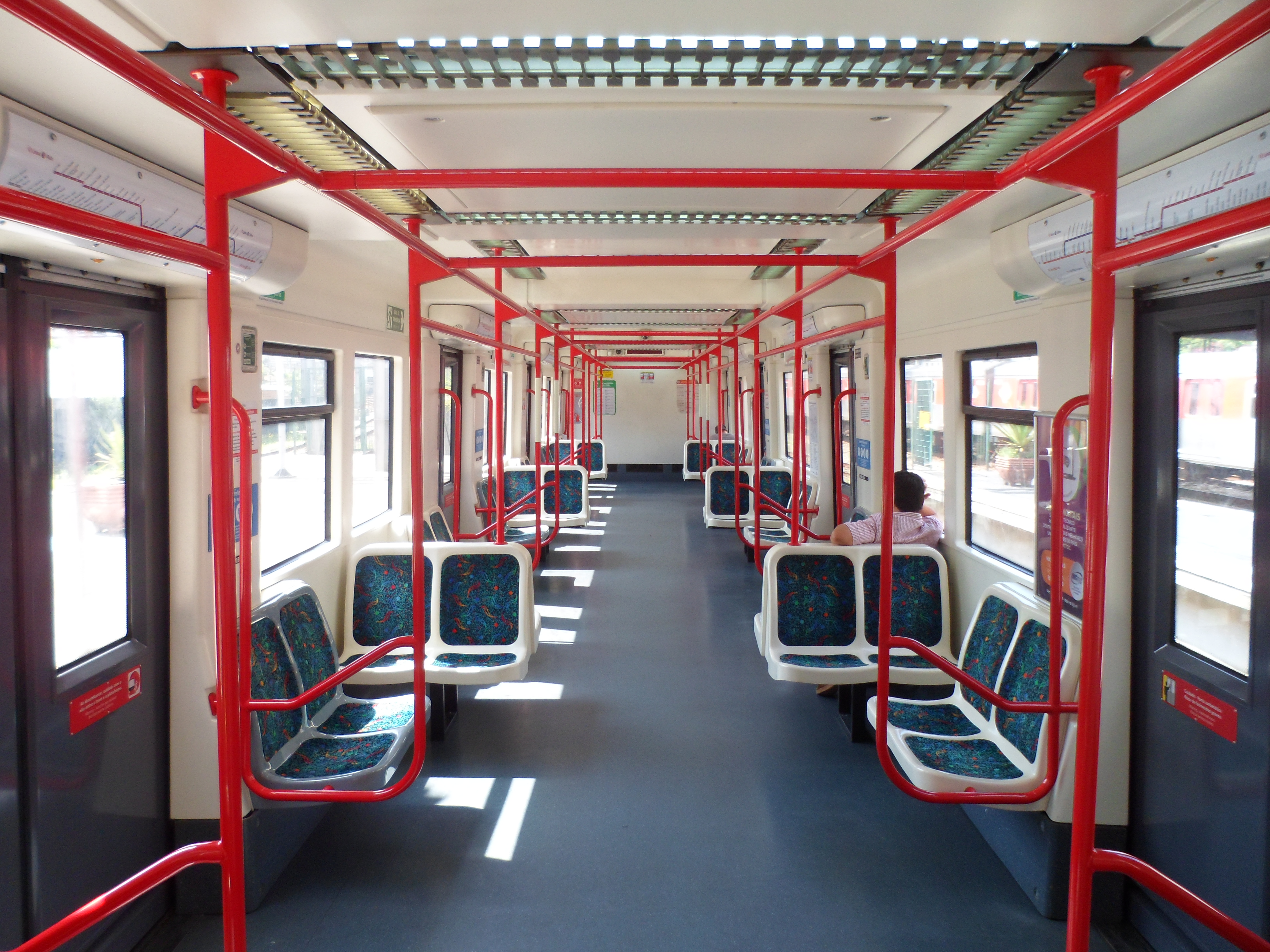
Série 2000
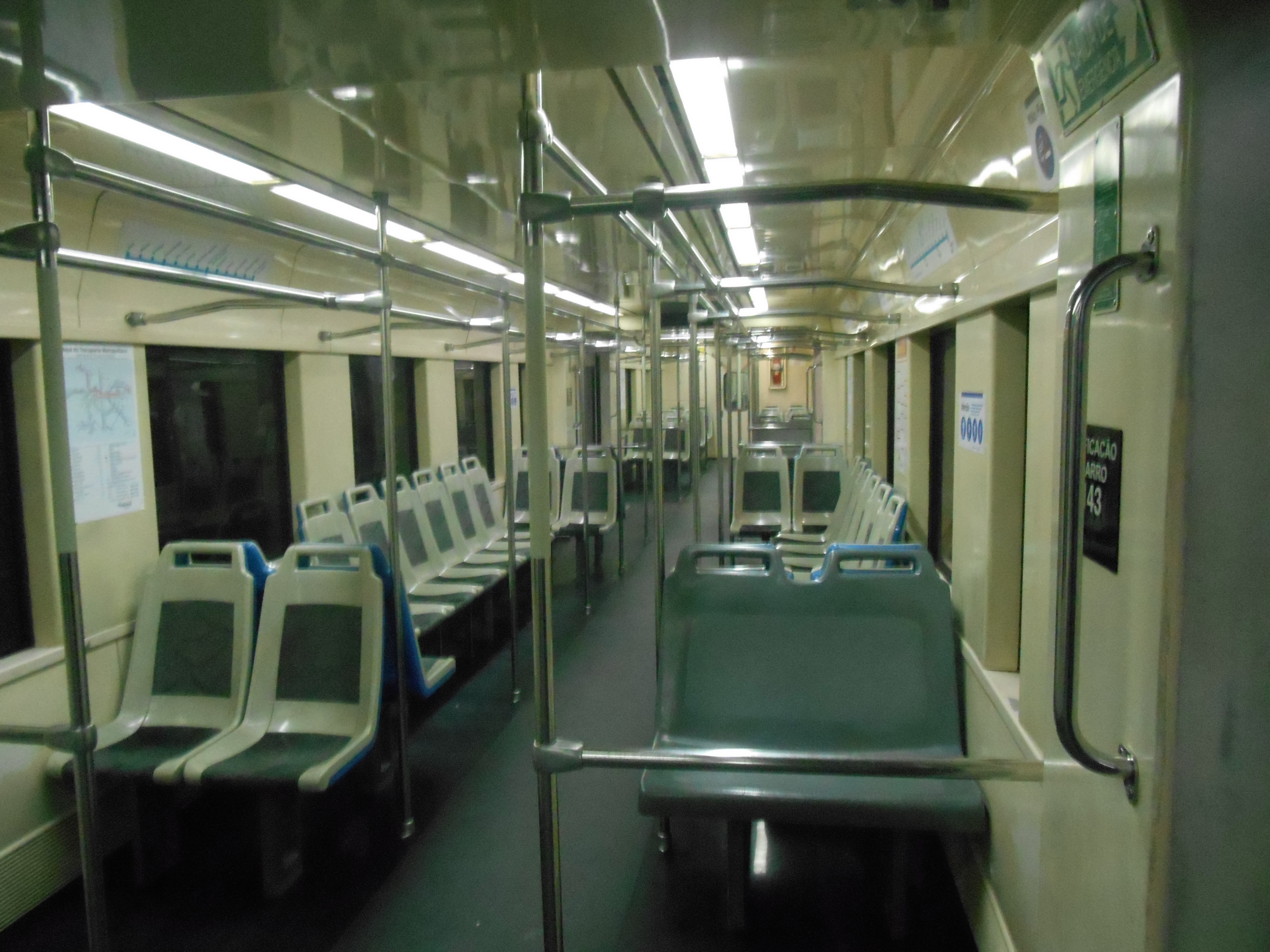
Série 2100, projetado em 1998 (reforma)
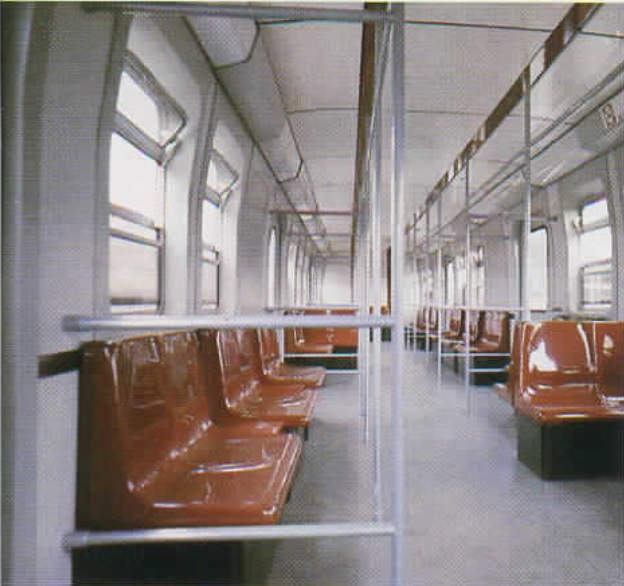
Série 4800 - Projetado em 1985 pelo designer João Gomes Filho
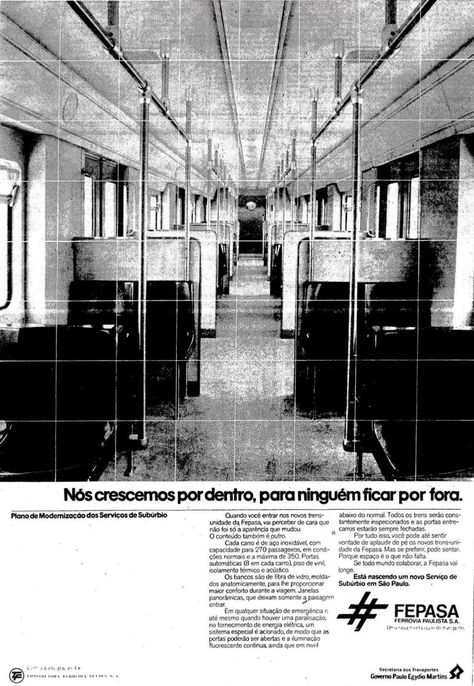
Série 5000, projetado em 1978
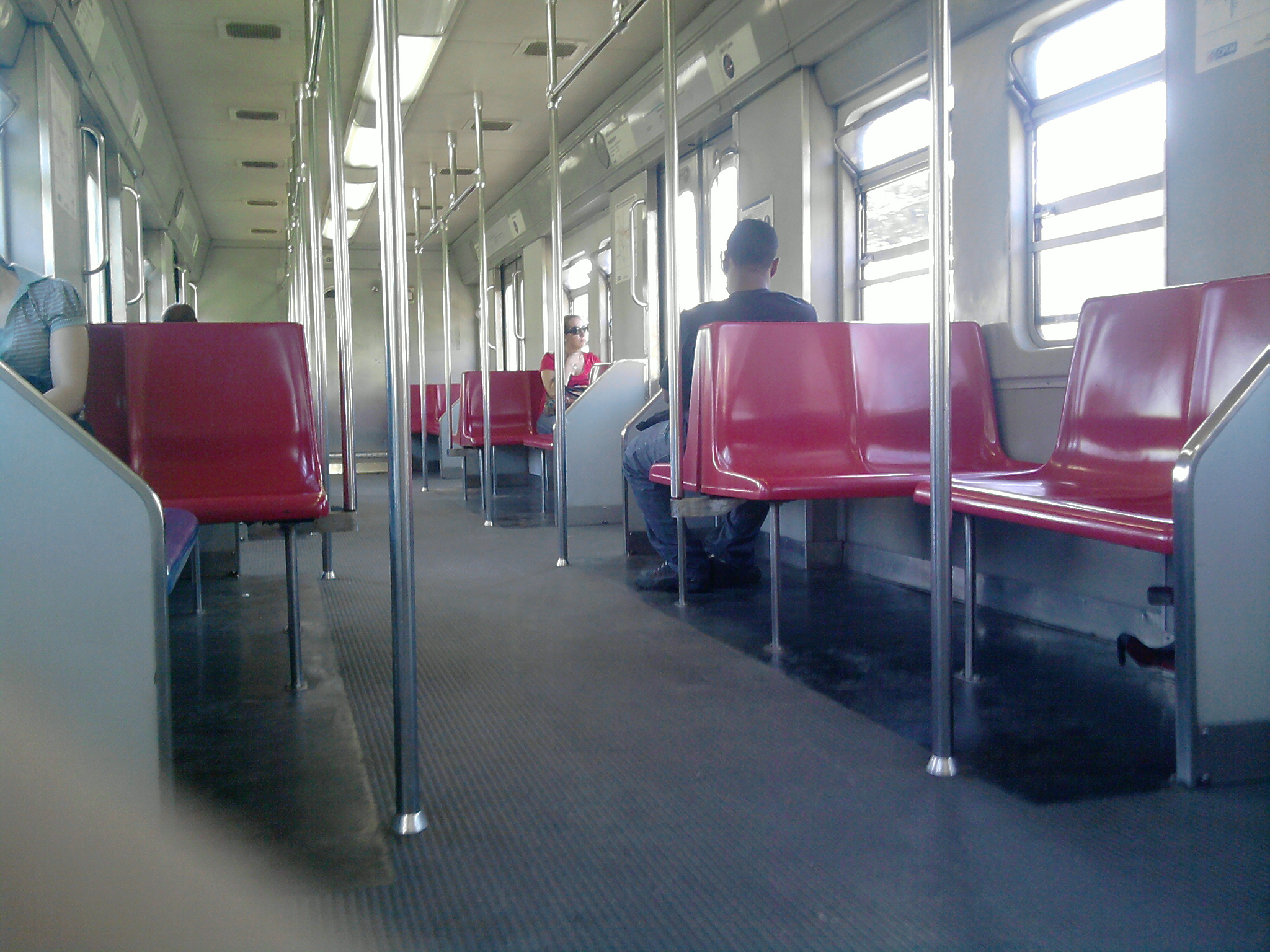
Série 5000, projetado em 1979
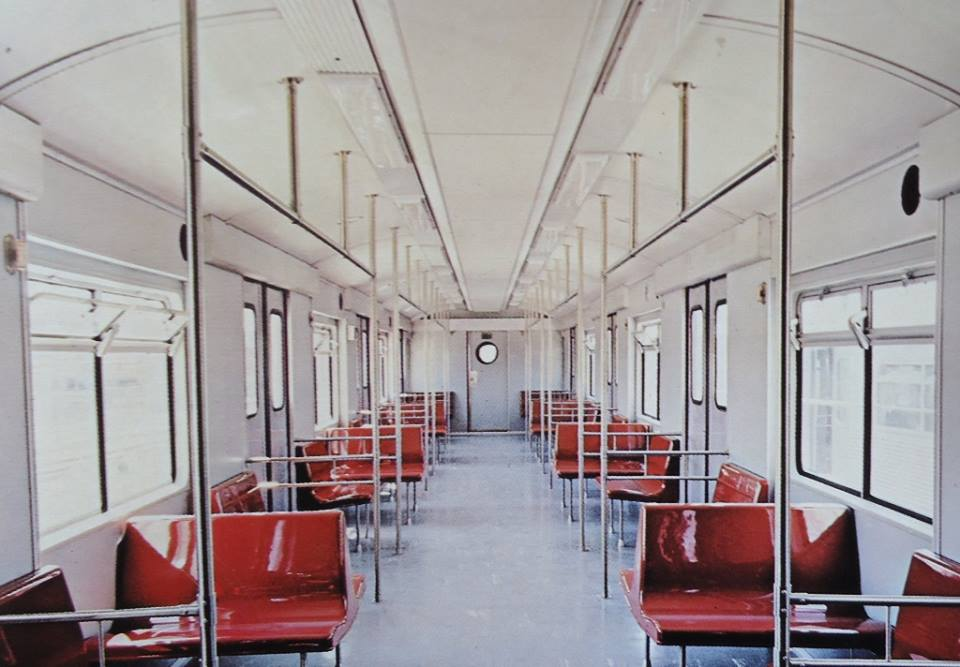
Série 5500, projetado em 1978